# Eisenbahnrecht (Vereinigtes Königreich)
Unter Eisenbahnrecht versteht man im Vereinigten Königreich das juristische Umfeld für den Bau und Betrieb von Eisenbahnen.
Ursprünglich wurde jede einzelne Konzession einer Bahngesellschaft als Gesetz erlassen. Später wurden die allgemeinen Regelungen in allgemeinen Gesetzen festgeschrieben. Die Gesetze für die Eisenbahnen erhielten dann nur noch die speziellen Regelungen.
- Cheap Trains Act 1883
- Light Railways Act 1896
- London Regional Transport Act 1984
- Railway and Canal Traffic Act 1854
- The Railway Clearing Act
- Railway Companies Meetings Act 1869
- Railway Regulation Act 1840
- Railway Regulation Act 1844
- Railway Regulation (Gauge) Act 1846
- Railways (Conveyance of Mails) Act 1838
- Railways Act 1921
- Railways Act 1993
- Railways Act 2005
- Railways and Transport Safety Act 2003
- Regulation of Railways Act 1889
- Special Constables Act 1838
- Stocksbridge Railway Act 1874
- Transport Act 1947
- Transport Act 1962
- Transport Act 1968
- Transport Act 2000
- Transport and Works Act 1992